# Eugen Seno Ionescu
E. Seno Ionescu(1907-1976)a fost un compozitor, muzician și dirijor român. 
Acesta este cunoscut pentru compoziția "Să-mi cânți cobzar".

## Compoziții
În lipsa unor informații cronologice, titlurile nedatate vor fi așezate la capătul listei și ordonate alfabetic.
| Titlul piesei                     | Forma muzicală | Versuri         | Anul apariției | Interpretări                |
| --------------------------------- | -------------- | --------------- | -------------- | --------------------------- |
| Spune-mi                          | tango          | E. Seno Ionescu |                | Gion                        |
| Să nu spui niciodata nu           | tango          | E. Seno Ionescu |                | Cristian Vasile             |
| Marcitta                          | tango          | E. Seno Ionescu |                | Cristian Vasile, Titi Botez |
| Să-mi cânți cobzar bătrân         | romanță        | E. Seno Ionescu |                | Ion Luican                  |
| Să-mi cânți cobzar, romanța veche | romanță        | E. Seno Ionescu |                | Gică Petrescu               |
| Sărută-mă                         | tango          | E. Seno Ionescu |                | Cristian Vasile             |
| Un tango                          | tango          | E. Seno Ionescu |                | Cristian Vasile             |
| O lacrimă în ochii tăi            | tango          | E. Seno Ionescu |                | Cristian Vasile             |